# Henriette Arendt
Henriette Arendt (ur. 11 listopada 1874 w Królewcu, zm. 22 sierpnia 1922 w Moguncji) – niemiecka pielęgniarka, pisarka i działaczka przeciwko handlowi dziećmi; jedna z pierwszych policjantek w Niemczech i w Europie; ciotka Hanny Arendt.

## Życiorys
Jej ojciec Max był zasymilowanym żydowskim kupcem i przedwodniczącym rady miejskiej w Królewcu. Matką była Johanna z Wohlgemuthów. Henriette miała brata Paula.
Henriette początkowo uczyła się w domu. Uzyskała wykształcenie muzyczne i literackie. Potem uczęszczała do gimnazjum dla dziewcząt w Królewcu. W 1891/1892 skończyła studia w École Supérieure w Genewie, a następnie półroczny kurs w szkole biznesu w Berlinie. Przygotowywała się, by zostać księgową. Do 1895 pracowała jako korespondentka w firmie ojca w Królewcu. Biegle mówiła po niemiecku, rosyjsku, francusku i włosku. Później nauczyła się angielskiego.
W 1895/1896 w Szpitalu Żydowskim w Berlinie odbyła roczne szkolenie na pielęgniarkę. W 1898 wstąpiła do Stowarzyszenia Sióstr Berlińskich Czerwonego Krzyża. Przez 3 lata pracowała w różnych szpitalach i zakładach psychiatrycznych, m.in. w Kijowie. W 1901 została pielęgniarką oddziałową w nowym szpitalu pulmonologicznym w Schömbergu w Schwarzwaldzie. Rok później wstąpiła do bezwyznaniowego stowarzyszenia pielęgniarek w Stuttgarcie.
Szukając pracy w więziennym szpitalu, usłyszała od więziennego lekarza, że policja szuka starszych kobiet do pilnowania osadzonych w więziennych celach kobiet. Mimo tego aplikowała o pracę w wieku 28 lat. Na stanowisko rekomendowała ją Paula Steinthal, przewodnicząca Stuttgarterskiego Towarzystwa Pielęgniarstwa. Henriette pracowała jako asystentka policyjna od 20 lutego 1903 do 18 grudnia 1908. W 1903 notowano ją jako jedyną policjantkę w Europie. Zatrudniono ją, by dokonywała aresztowań kobiet podejrzanych o prostytucję. Miała zajmować się kobietami, którym groziło zejście na drogę prostytucji. Uczestniczyła w badaniach lekarskich przeprowadzanych na oskarżonych. Koszty podróży służbowych pokrywała z własnej kieszeni. Jeśli opuszczała stałe miejsce pracy, musiała opłacić zastępczynię. Zarabiała 150 marek miesięcznie.
Widząc problem w konstrukcji aktów prawnych, które pozwalały oskarżyć każdą kobietę o prostytucję, oraz zauważając możliwe defraudacje w policji, zaczęła pisać eseje i przemawiać w tej sprawie. Zaangażowała się w pomoc kobietom i dzieciom. Założyła schronisko dla dziewcząt i kobiet potrzebujących ochrony. Fundusze na schronisko pozyskiwała z własnej kiesy oraz apelując o darowizny, wydając książki oraz wygłaszając przemówienia. Przykładowo 1 lutego 1907 na zaproszenie Niemieckiego Towarzystwa Zwalczania Chorób Wenerycznych wygłosiła wykład pt. Więcej pomocy państwa dla poległych i zagrożonych. Krytykowała działalność istniejących placówek i system opieki społecznej w Stuttgarcie, określając go jako nieefektywny. Zwracała uwagę na biurokrację. W rezultacie Paula Steinthal wypowiedziała Arendt członkostwo w stowarzyszeniu pielęgniarek i zleciła zwolnienie jej z pracy. Radny miejski Heinrich Rettich swoimi listami oczerniającymi Arendt wpłynął na przyśpieszenie decyzji. Działaniom Arendt sprzeciwiał się duchowny Theophil Wurm, który publicznie żądał jej zwolnienia. Z powodu presji ze strony przełożonych, ale też ciężkiej choroby, Arendt zrezygnowała z pracy. W 1910 wydała książkę Erlebnisse einer Polizeiassistentin (Przeżycia asystentki policyjnej).
W 1909 przeprowadziła się do Szwajcarii, gdzie wspierała sieroty. Działała też w Luksemburgu i Galicji. W latach 1911–1914 prowadziła kampanię przeciwko międzynarodowemu handlowi dziećmi. Występowała na konferencjach dla pielęgniarek, m.in. w Birmingham. Po powrocie z Anglii była inwigilowana przez policję.
Po wybuchu I wojny światowej została w Londynie aresztowana jako wrogo nastawiona cudzoziemka, podejrzana o szpiegostwo. W lutym 1915 zawarła małżeństwo z kuzynem, oficerem Réné de Matringe z Lyonu, ale małżeństwo nie zostało uznane. W dniu 28 maja 1915 została odesłana do Rotterdamu, gdzie od cesarskiego konsulatu niemieckiego otrzymała paszport. Krótko przebywała w Szwajcarii i Budapeszcie. W listopadzie 1915 zaczęła pracę w zakładzie opiekuńczym dla uchodźców galicyjskich w Wiedniu. W marcu 1916 została deportowana z Wiednia.
W latach 1916–1922 pracowała dla Czerwonego Krzyża. W 1922 notowano ją jako naczelną pielęgniarkę armii francuskiej nad Renem. Zmarła w szpitalu w Moguncji.